# Ropalodontus lawrencei
Ropalodontus lawrencei là một loài bọ cánh cứng trong họ Ciidae. Loài này được Ruta miêu tả khoa học năm 2003.